# Haren, Groningen

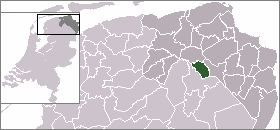
Harens läge (grönt) i Groningen (mörkgrått).

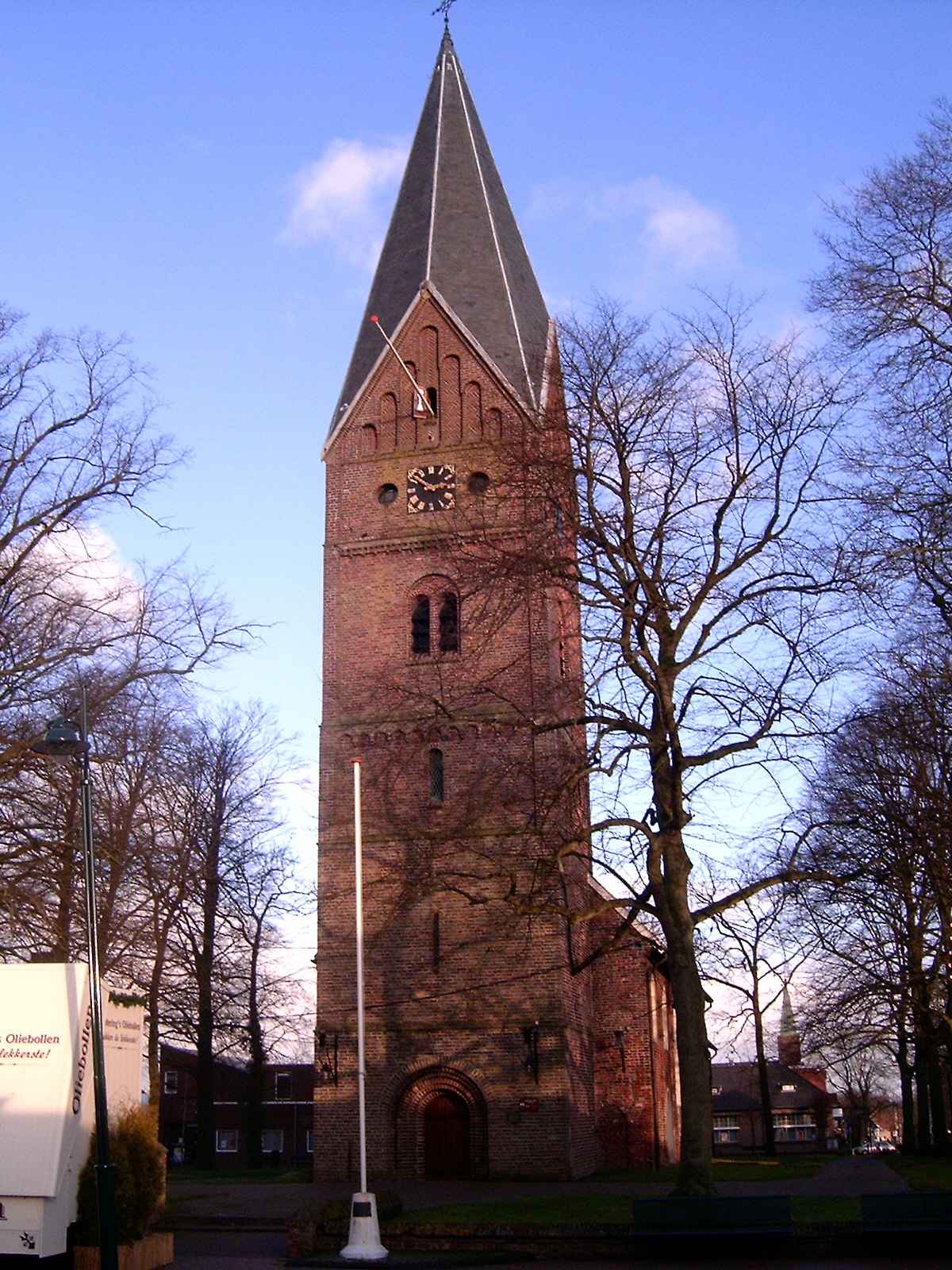
Kyrkan.

Haren är en historisk kommun i provinsen Groningen i Nederländerna. Kommunens totala area är 50,70 km² (där 5,01 km² är vatten) och invånarantalet är på 19 178 invånare (2005).